# ルーク・グラハム
クレージー・ルーク・グラハム（"Crazy" Luke Graham、本名：James Grady Johnson、1940年2月5日 - 2006年6月23日）は、アメリカ合衆国のプロレスラー。ジョージア州ユニオン・ポイント出身。生年は1936年ともされる。
ジェリー、エディ、ルーク、ビリーのグラハム四兄弟の「三男役」として活躍した。兄弟の中では一番の巨漢だが、彼らが「兄弟」であることはギミック上の設定であり、実際には血縁関係はない。

## 来歴
"プリティ・ボーイ" ビリー・カルホーン（"Pretty Boy" Billy Calhoun）のリングネームで中南部地区などで活動後、スチュ・ハートが主宰していたカルガリーのスタンピード・レスリングにて、ドクター・ジェリー・グラハムの弟と称して1963年よりルーク・グラハム（Luke Graham）を名乗る。その後、フロリダに転戦したエディ・グラハムに代わるジェリーの新パートナーとしてWWWFに進出、1964年3月20日にUSタッグ王座を獲得した。
1965年にジェリーとのコンビを一時解消し、同年3月に日本プロレスに初来日。帰国後はロサンゼルスのWWAに定着し、7月23日にペドロ・モラレスからWWA世界ヘビー級王座を奪取する。同時期、日本の豊登も1964年12月にザ・デストロイヤーから奪取した同王座のベルトを保持しており、2本のベルトが混在する事態を招いた（飛行機嫌いの豊登が渡米を渋りロサンゼルスでの防衛戦を行わなかったため、WWA本部が豊登の王座奪取を無効にしたとされる）。同年9月20日、ロサンゼルスに遠征してきた豊登を下し、王座統一を果たしている（しかし、豊登の在位はWWAのタイトル史には記録されていない）。11月3日にはゴリラ・モンスーンと組んでグリズリー・スミス&ルーク・ブラウンのザ・ケンタッキアンズを破り、WWA世界タッグ王座も獲得した。
1960年代後半よりWWWFに復帰し、ブルーノ・サンマルチノのWWWF世界ヘビー級王座に挑戦。1970年代に入るとキャプテン・ルー・アルバーノをマネージャーにターザン・タイラーと金髪の野獣コンビを結成。1971年6月には、ルイジアナ州ニューオーリンズで行われたとされる架空のトーナメント決勝戦において、ディック・ザ・ブルーザー&ザ・シークを破り優勝したとして、WWWF世界タッグ王座の初代チャンピオン・チームに認定された。同年11月12日にもザ・モンゴルズ（ジート&ベポ）からWWWFインターナショナル・タッグ王座を奪取し二冠王となったが、12月6日にニューヨークのマディソン・スクエア・ガーデンにてカール・ゴッチ&レネ・グレイに敗れ世界タッグ王座から陥落。
以降はNWAの太平洋岸エリアを経て、1974年1月には全日本プロレスに来日、テリー・ファンクと組んでジャイアント馬場&ジャンボ鶴田の師弟コンビと対戦している。同年はエディ・グラハム主宰のフロリダ地区にて、エル・ロボ（El Lobo）なる覆面レスラーに一時的に変身。エディ&マイク・グラハム、ボブ・ループ、ボブ・アームストロング、ダニー・ホッジ、ジョー・ルダック、ドミニク・デヌーチ、トニー・パリシらと対戦した。
その後は素顔に戻り、五大湖エリアからジョージア、アラバマ、テネシーなどの南部まで、各テリトリーを転戦。リッパー・コリンズとも金髪タッグを組み、デトロイト地区では1977年にアル・コステロ&トニー・チャールズを破り、デトロイト版のNWA世界タッグ王座を獲得。テネシーのミッドアメリカ地区では同年5月2日、メンフィスにてダニー・リトルベア&チーフ・サンダークラウドからNWAテネシー・タッグ王座を奪取している。
1978年にはWWWFに久々に登場して新王者のボブ・バックランドに挑戦、グラハム兄弟の末弟としてデビューした前王者スーパースター・ビリー・グラハムともタッグを組み、アンドレ・ザ・ジャイアントとも対戦した。同年は全日本プロレスに再来日し、第6回チャンピオン・カーニバルに出場。公式リーグ戦では馬場、鶴田、デストロイヤー、大木金太郎、キム・ドク、アブドーラ・ザ・ブッチャー、ドン・レオ・ジョナサン、キング・イヤウケア、ブラック・テラー、テッド・デビアスなどと対戦したが、勝ち星は大熊元司からの1勝のみだった。
1980年はプエルトリコのWWCやビル・ワット主宰のMSWAで活動。MSWAではデビアスやマイク・ジョージ、ディック・マードック、ジェイク・ロバーツらのジョバーを務めた。1981年2月には、当時MSWAと接点を持っていた国際プロレスに来日、『ルー・テーズ杯争奪戦』の後期予選に参加し、ラッシャー木村やマイティ井上との金網デスマッチも行われた。
キャリア末期の1984年は中西部のNWAセントラル・ステーツ地区に参戦、3月4日にカンザスシティにてロード・ウォリアーズと組み、ワフー・マクダニエル、バズ・ソイヤー、ジャンクヤード・ドッグのトリオと6人タッグマッチで対戦している。同年4月19日にはバズ・タイラーからセントラル・ステーツ・ヘビー級王座を奪取、最後のタイトル戴冠を果たした。
1980年代後半に引退してタクシードライバーに転身。引退後は2001年にアーカンソー州のインディー団体 "Galaxy Championship Wrestling" に登場し、彼の「息子」という設定のルーク・グラハム・ジュニアとチームを組んだ。
2006年6月23日、心不全により死去。66歳没。

## 得意技
- アトミック・ドロップ
- コブラ・クラッチ

## 獲得タイトル
ワールドワイド・レスリング・アソシエーツ
- WWA世界ヘビー級王座：1回[6]
- WWA世界タッグ王座：1回（w / ゴリラ・モンスーン）[8]

ワールド・ワイド・レスリング・フェデレーション
- WWWF USタッグ王座：1回（w / ドクター・ジェリー・グラハム）[5]
- WWWF世界タッグ王座：1回（w / ターザン・タイラー）[11][12] ※初代王者
- WWWFインターナショナル・タッグ王座：1回（w / ターザン・タイラー）[13]

NWAミッドパシフィック・プロモーションズ
- NWAハワイ・ヘビー級王座：1回[24]
- NWAハワイ・タッグ王座：1回（w / リッパー・コリンズ）[25]

ジョージア・チャンピオンシップ・レスリング
- NWAジョージアTV王座：1回[26]
- NWAメイコン・タッグ王座：1回（w / ムーンドッグ・メイン）[27]

オール・サウス・レスリング・アライアンス
- ASWAジョージア・ヘビー級王座：1回[28]

NWAミッドアメリカ
- NWAミッドアメリカ・ヘビー級王座：2回[29]
- NWA世界タッグ王座（ミッドアメリカ版）：1回（w / カール・フォン・ブラウナー）[30]
- NWAテネシー・タッグ王座：1回（w / リッパー・コリンズ）[17]

ガルフ・コースト・チャンピオンシップ・レスリング
- NWAアラバマ・タッグ王座：1回（w / リッパー・コリンズ）[31]

NWAデトロイト
- NWA世界タッグ王座（デトロイト版）：1回（w / リッパー・コリンズ）[16]

セントラル・ステーツ・レスリング
- NWAセントラル・ステーツ・ヘビー級王座：1回[23]

ワールド・レスリング・カウンシル
- WWCカリビアン・ヘビー級王座：1回[32]
- WWC北米タッグ王座：2回（w / ゴージャス・ジョージ・ジュニア、ブルドッグ・ブラワー）[33]